# Oliver St. John (normando)
Oliver St. John también Olivier de Saint-Jean y John St. John (fl. 1091) fue un caballero anglonormando , señor de Fonmon en Glamorgan. Según la leyenda fue uno de los doce caballeros de Glamorgan que acompañaron a Robert FitzHamon durante la conquista normanda de Gales, Una vez consolidada la situación en Glamorgan, FitzHamon dividió la tierra entre sus seguidores, dando a Oliver St. John el señorío de Aberbernant y el castillo de Fonmon, en 1094 o 1095.
No existen registros históricos sobre su linaje hasta el reinado de Eduardo IV de Inglaterra, con la mención de Guillermo de St. John y su [presunto] hijo Lord John St. John de Bledsoe en Somerset como heredero de aquel señorío de Glamorgan. Algunas pistas conducen a John St. John como señor de Stanton St. John en Oxfordshire y benefactor del monasterio de Boxgrove en Sussex.
De todas formas la figura de Oliver St. John como uno de los caballeros de FitzHamon está desacreditada desde el punto de vista histórico pues hasta la década de 1200 no hay fuentes fiables, y para entonces Fonmon ya estaba sub enfeudado y el linaje derivado a la familia St. John de Instow (Devon) y Luccombe (Somerset).